# Dzsarámarana
A dzsarámarana (szanszkrit és páli - "dzsará" - öregkor és "marana" - halál) a buddhizmusban minden lény életének újjászületés előtti szükségszerű vége a lét forgatagában (szamszára).
A dzsarámarana a buddhista tanításokban a következő értelmezésekben szerepel:
- a négy nemes igazságon belül a dukkha (szenvedés) egyik aspektusa
- a függő keletkezés tizenkét láncszemből álló oksági láncolatának 12. láncszeme.

## A négy nemes igazságban
A négy nemes igazság tanításokban a dzsáti a dukkha (szenvedés) egyik aspektusa. Például a A tan kerekének elindítása szutta (SN 56):
|  | „Ím, szerzetesek, az arija igazság a szenvedésről. Szenvedésteli a születés (dzsáti) is, az öregség is, a betegség is és a halál is. Szenvedésteli a kellemetlennel együtt lenni és a kedvest nélkülözni. Szenvedésteli az is, ha a kívánság nem teljesül. Röviden, szenvedésteli a sajátítás öt törzsöke.” |
|  | |

 (fordította: Páli fordítócsoport)
Ajahn Sucitto magyarázata a születéssel járó szenvedéseket (dukkha) buddhista nézőpontból:
Hogyan nehéz a születés, illetve hogyan tartalmazza a szenvedést? Nos, a szülés fizikai fájdalommal jár és a születés maga egy bizonytalan birodalomban való megjelenés. A csecsemők észrevehetően szenvednek: a világrajövetel kétségbeejtő és rémisztő élmény lehet. A lények többsége számára, beleértve a ma élő embereket a földön, a garantált tápláltság végét jelenti és a túlélésért folytatott küszködés kezdetét. Még azon kiváltságos emberek számára is, akik gazdag társadalmakban élnek, a születéssel egy olyan élet kezdődik, amelyben a fizikális kényelmetlenség garantált, a komfort, a tulajdon és az egészség fenntartásának és védelmezésének igényével együtt. Mindegyik esetben a születés egyértelmű rövid- vagy hosszútávú következménye a halál és az elkerülhetetlen leromlás. Ezért a születéssel járó bármely öröm mögött ott van a szenvedés vagy stressz, amely előbb-utóbb meg fog történni. A születés úgy is tekinthető, mint “a nem teljesült”, amely teljesülésre vágyik. A születés tehát a szükségletek fellépésének a kezdete.

## A függő keletkezés tizenkét tagú láncolatában
A dzsáti a tizenegyedik, azaz az utolsó előtti a függő keletkezés tizenkét-tagú oksági láncolatában. Az alapja a létesülés (bhava), valamint az öregkor és a halál  (dzsarámarana) függvényét képezi. Tehát, amint valaki megszületik, elkerülhetetlenül meg fog öregedni és végül meg fog halni.

## A születés formái
A hagyományos buddhista elgondolás szerint a születésnek négy formája létezik:
- születés tojásból (szanszkrit: andadzsa; páli: aṇḍadzsa; kínai: 卵生; tibeti: szgongszkjesz) — mint a madarak, halak vagy hüllők;
- születés méhből (szanszkrit: dzsarajudzsa; páli: dzsalábudzsa; kínai: 胎生; tibeti: mnal-szkjesz) — mint az emlősök többsége és egyes világi dévák;
- születés nedvességből (szanszkrit: szamsvedadzsa; páli: szaṃsedadzsa; kínai: 濕生; tibeti: drod-skjesz) — valószínűleg azokra az állatokra vonatkozik, amelyek tojásai mikroszkópikus méretűek, mint például a kukac, amely a rothadó húsban jelenik meg;
- születés átalakulással (szanszkrit: upapaduka; páli: opapatika; kínai: 化生; tibeti: rzus-szkjesz) — csodás keletkezések, mint a dévák többsége.

## A buddhista példázatokban
A dzsáti a szenvedés (dukkha) egy aspektusaként jelenik meg Buddha legelső példázatában, a A  Dharma kerekének forgásba hozása című szuttában:
|  | „És ez a szenvedés nemes igazsága, szerzetesek: a születés (dzsáti) is szenvedés, az öregség is szenvedés, a betegség is szenvedés, a halál is szenvedés, kötve lenni ahhoz, akit nem szeretünk, az is szenvedés, elveszíteni azt, akit szeretünk, az is szenvedés, ha a kívánság nem teljesül, az is szenvedés; röviden: minden (az öt aggregátum), ami a léthez köt, szenvedés.” |
|  | |

Máshol a páli kánonban Buddha bővebben kifejti (például SN 12.2 - SN 12.2 Paṭicca-samuppāda-vibhaṅga Sutta - A Függő Keletkezés elemzése), hogy "És mi is hát a születés? Az ilyen vagy olyan csoportba tartozó különféle lények születését, világra jöttét, leszármazását, létrejöttét, felbukkanását, a halmazok összeállását, és az érzékszervi képességek megszerzését hívjuk születésnek."

## Külső hivatkozások
1. 1 2  Négy nemes igazság